# Espagne barcide
Sauf précision contraire, les dates de cet article sont sous-entendues « avant l'ère commune » (AEC), c'est-à-dire « avant Jésus-Christ ».

Différentes phases de la conquête punique de l'Ibérie.

L'Espagne barcide est une province carthaginoise de 237 à 206, qui a été conquise sur les tribus ibères locales par la famille des Barca (également appelés Barcides), jusqu'à la deuxième guerre punique et la victoire romaine de 206 de Scipion l'Africain.

## Œuvre d'Hamilcar Barca (237-229)

### Expédition d'Hamilcar Barca
En 237, Hamilcar Barca subit deux déceptions avec la fin de la première guerre punique: la première est la capitulation face à Rome en 241 qu'il juge inutile, voir dangereuse pour Carthage, et la deuxième déception est la guerre qu'il a dû mener contre ses anciens soldats lors de la guerre des Mercenaires en 237.
Hamilcar Barca emmène avec lui ce qu'il reste des grandes compagnies carthaginoises. Le chemin de son expédition est assez simple, il devait franchir le détroit de Gibraltar et fonder dans le sud de la péninsule Ibérique la « stratégie de Carthage » (c'est-à-dire une zone placée sous l'autorité du pouvoir militaire).

### Conquête du Sud de l'Ibérie

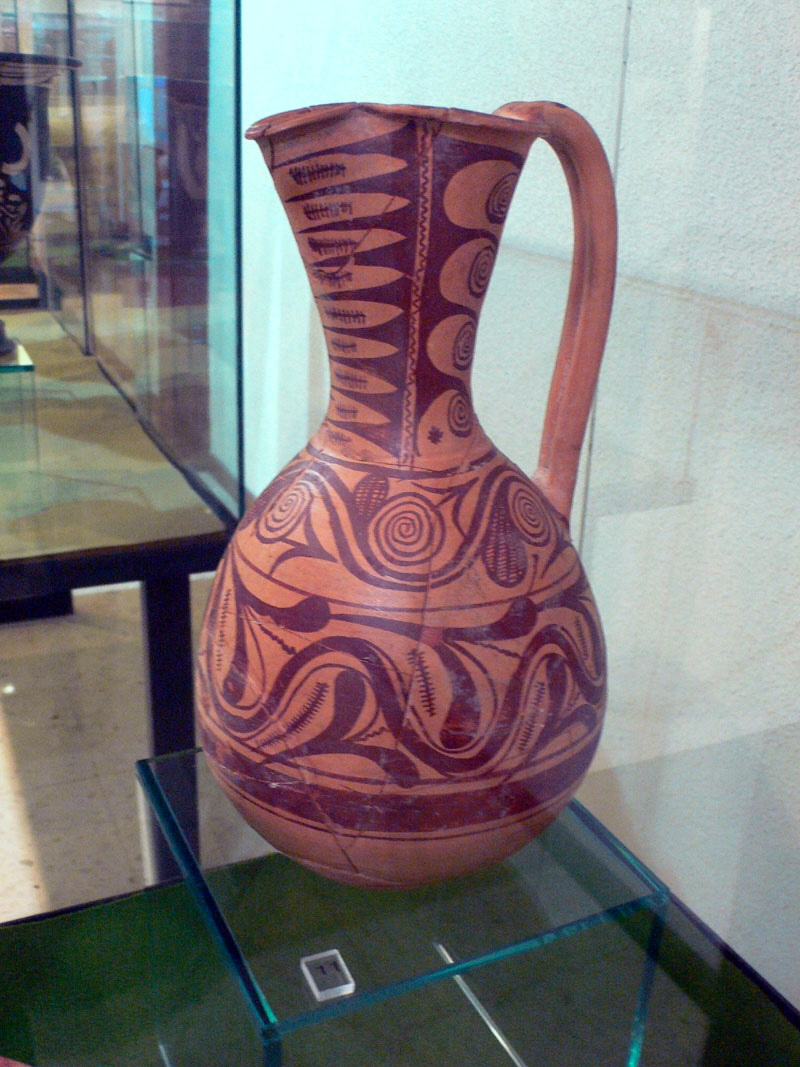
Carafe à vin carthaginoise de Carthagène.

Hamilcar Barca venait chercher dans cette région la richesse (plus pour ses concitoyens d'ailleurs que pour lui). En effet, cette région est connue des navigateurs phéniciens, on a retrouvé de nombreuses céramiques des deux côtés du détroit de Gibraltar (de Carthagène à Oran), ce qui montre les liens établis entre les deux régions.
Hamilcar Barca trouva dans cette région des chevaux et des hommes, c'est-à-dire les ressources nécessaires pour faire la guerre. De plus, il vient aussi pour chercher des ressources censées aider économiquement Carthage : métal et autres métaux précieux. Cependant, cette conquête fut difficile, car très vite les troupes carthaginoises eurent à soumettre les Turdétans (habitants de la péninsule Ibérique associés à des Celtes de la région du Portugal). Après les indigènes, le nouveau territoire carthaginois devait affronter une grande puissance commerçante du littoral nord de la Méditerranée : Rome et son principal allié des régions nord de la Méditerranée, c'est-à-dire Marseille. En effet, les progrès des armées puniques dans le sud de la péninsule Ibérique, finirent par inquiéter les commerçants de Marseille, et Rome finit par donc envoyer une ambassade à Hamilcar Barca. Celui-ci répondit qu'il annexait ces régions pour pouvoir payer l'indemnité que Carthage devait à Rome à la suite du traité de 241, qui mettait fin à la première guerre punique.
Hamilcar Barca mourut en 229, sans que ses conquêtes ne soient terminées, dans un combat contre des indigènes.

## Hasdrubal: le successeur (229-221)
C'est Carthage qui choisit le successeur d'Hamilcar Barca: son gendre Hasdrubal fut désigné. Hasdrubal avait les faveurs de ses subordonnés, ainsi que de toute la troupe d'ailleurs. Il préféra la diplomatie à la guerre et fit alliance avec des chefs indigènes, épousa une princesse autochtone et poursuivit la stratégie de son ascendant.
Il fonda une sorte de capitale pour l'Espagne barcide : Carthagène qui signifie la « Nouvelle Carthage » (en latin Carthago Nova), ou bien encore la Nouvelle nouvelle ville, car Carthage signifie déjà "Nouvelle ville" en phénicien. En 226, il signe un traité avec Rome qui délimite les zones d'influences des deux civilisations en Ibérie, de part et d'autre de l'Èbre. La transgression de ce traité fut la cause de la Deuxième guerre punique qui commença en 218.
Hasdrubal mourut en 221.

## Hannibal Barca: le conquérant (221-206)

### Débuts
En 221, Hannibal succède à Hasdrubal. Cette succession ne fut pas cette fois-ci choisie par le Sénat de Carthage, mais directement par l'armée d'Ibérie. Le jeune Hannibal décida dès son accession au titre de général de faire la guerre aux peuples indigènes. Puis, il passa l'hiver 220-219 à hiverner à Carthagène, et à l'été 219, il décide de mettre le siège devant Sagonte, ce qui déclencha la deuxième guerre punique.

### Domination carthaginoise et contre-attaque romaine

#### Achèvement de la conquête par Hannibal
Dès qu’il est nommé général, Hannibal envisage d’attaquer Sagonte. Pour cela, il conduit son armée chez les Olcades (peuple neutre mais sous influence punique). Il pille Althia, capitale de ce peuple. Les autres cités se rangent du côté punique par peur. Hannibal passe ensuite l’hiver cantonné à Carthagène. Puis l'année suivante[Quand ?], il attaque les Vaccéens, et il prend les cités d’Hermandica et d’Arbocala. À la suite de ces événements, les Carpétans se soulevèrent. Avec des effectifs de 100 000 hommes, ils seront difficiles à vaincre, Hannibal utilise alors une ruse[Laquelle ?]. La bataille s'engage près du Tage. Elle s'achève sur une victoire carthaginoise et les Carpétans se soumettent. Tous les pays au Sud de l’Ebre sont sous domination carthaginoise, sauf la cité de Sagonte.
Les habitants de Sagonte envoient une délégation à Rome pour empêcher Hannibal de prendre la cité. Pendant ce temps, Sagonte subit un assaut terrible sur trois points de son rempart (Hannibal est même blessé par un coup de javelot). La cité est finalement prise après 7 mois de siège. Les notables font alors un feu sur le forum dans lequel ils jettent tous les biens de valeurs des habitants et de l’État, et la plupart des survivants s’y jettent également. Hannibal donne l’ordre de tuer toute la population adulte.
Hannibal laisse l’Hispanie sous le contrôle de son frère Hasdrubal avec 11 850 fantassins, 300 Ligures et 500 Baléares. Il compléta cette infanterie auxiliaire avec de la cavalerie: 450 Libyphéniciens (Puniques métissés d’Africains), 1 800 Numides et Maures, un faible contingent d’Ibères (300 cavaliers Ilergetes) [ces mercenaires espagnols n’étaient pas sûrs et ils passaient fréquemment d’un camp à l’autre], et 21 éléphants. Pour la flotte, Hannibal laisse à son frère: 50 quinquérèmes, 2 quadrirèmes et 5 trirèmes. Mais pas plus de 32 quinquérèmes et 5 trirèmes en état de marche et équipés.

#### Arrivée des Romains
En Hispanie en octobre 218, Publius Cornelius Scipion débarque près d’Emporium avec son frère Cnaeus Cornelius Scipio Calvus, et ils soumettent pour Rome toute la côte des Lacétans jusqu’à l’Èbre, en renouvelant les anciennes alliances et en créant de nouvelles. Leurs générosités se répandirent dans les montagnes, et plusieurs peuples farouches des montagnes signèrent une alliance offensive, et permirent à Publius Cornelius Scipion de recruter plusieurs cohortes d’auxiliaires de valeur. Hannon avait la charge de surveiller le sud de l’Ebre, et voyant les Romains s’installaient il décida de riposter. Publius Cornelius Scipion accepte la bataille car il ne veut pas attendre qu’Hasdrubal Barca se joigne à Hannon. Les Romains sortent vainqueurs de l’affrontement. Ils font 6 000 morts, capturent 2 000 hommes dont Hannon et plusieurs notables. La cité de Cissis est aussi capturée.
Pendant ce temps, Hasdrubal Barca avait passé l’Èbre avec 8 000 fantassins et 1 000 cavaliers. À la nouvelle de la défaite, il rebrousse chemin vers la mer. Il pousse à la défection les Ilergètes qui pourtant avaient donné des otages à Rome. Publius Cornelius Scipion décide alors de marcher contre la capitale des Ilergètes : Atanagrum qu’il soumet en peu de jours. Il redemande des otages et cette fois le paiement d’une indemnité.
Publius Cornelius Scipion marcha également contre les Ausétans, alliés de Carthage et surprit les Lacétans en train de leur envoyer des renforts. Finalement, les Ausétans se rendirent car leur chef Amusicus avait rejoint Hannibal. Publius Cornelius Scipion demanda le paiement d’une indemnité de 20 talents d’argent.

#### Combats en Hispanie dePublius Cornelius Scipion
Au printemps 217, un combat naval a lieu à l’embouchure de l’Ebre. Ce combat est plus une escarmouche qu'une bataille, car on note la présence en Hispanie de nombreuses tours qui sont construites sur les hauteurs, et qui servent de tours de guet ou de défenses contre les pirates notamment. Ces tours permettent donc à Hasdrubal de devancer l’attaque romaine. Les Carthaginois prennent donc la fuite, après un simulacre de bataille. Au premier abordage, deux navires carthaginois sont pris et quatre sont coulés.
Après cette escarmouche, les Romains capturent en plus vingt-cinq navires sur quarante (en fait tous ceux qui ne sont pas pris dans le sable). La flotte se dirige ensuite vers Onussa et prend la cité rapidement. Ensuite, la flotte part ravager le territoire de Carthagène. À Longutica, les Romains prennent un entrepôt de jonc (très utile pour la construction des navires de cette époque), se servent abondamment et brulent le reste.
Une délégation des Baléares vient trouver Publius Cornelius Scipion pour demander la paix. De nombreuses délégations arrivent d’Hispanie quand Publius Cornelius Scipion retourne sur le continent, et il reçoit la soumission de plus d’une centaine de peuples. Hasdrubal, quant à lui, se retire en Italie.
Cette même année 217, une fois les Romains partis du nord de l'Ebre, une des tribus ibériques se révolte. Il s'agit de Mandonius, l’ancien roi des Ilergètes, qui se soulevèrent contre Rome et ravage les territoires des alliés de Rome. Publius Cornelius Scipion envoya des tribuns militaires avec des soldats légèrement armés et ils dispersèrent ces bandes d’irréguliers. Pourtant, ce soulèvement ramena Hasdrubal au nord de l’Ebre pour défendre ses alliés. Mais en même temps, les Celtibères envoyèrent une délégation à Publius Cornelius Scipion et ils trouvèrent un accord. Publius Cornelius Scipion encouragea donc les Celtibères à attaquer le territoire carthaginois, ce qu’ils firent. Ils prirent trois villes d’assaut, remportèrent deux brillantes victoires contre Hasdrubal, faisant environ 15 000 morts et 4 000 prisonniers, et prenant également de nombreux étendards.

#### Retour dePublius Cornelius Scipionen Hispanie avec le titre de proconsul
Publius Cornelius Scipion revient en Hispanie, après avoir eu son commandement de consul prorogé par le Sénat de Rome. Il arriva en Espagne avec trente navires de guerre et 80 000 soldats, des navires de ravitaillement l’escortaient (il accoste au port de Tarragone) Comme les Carthaginois étaient occupés par la guerre contre les Celtibères, les deux frères Scipions en profitèrent pour passer l’Ebre, et notamment se diriger sur le territoire de Sagonte, où devaient se trouver les otages de toute l’Hispanie (rassemblés par Hannibal avant son départ pour l'Italie). Abélux, un transfuge, cherchait à rendre un important service aux Romains, et il pensait que le meilleur moyen serait de libérer les otages. Pour cela, il chercha à abuser le chef de la garnison de Sagonte: Bostar. Après une fausse embuscade, les otages sont capturés par les Romains, qui les renvoient auprès de leurs familles (pour ainsi pouvoir s'attacher les services des tribus auxquelles ils ont rendu les otages).

#### Année216non décisive
En 216, la situation en Hispanie est confuse; Du côté carthaginois, Hasdrubal lance une attaque contre les Tartésiens, et du côté romain, Cnaeus Cornelius Scipio Calvus commande les forces terrestres et Publius Cornelius Scipion les forces maritimes. Hasdrubal reçoit l’ordre de partir en Italie, et à la suite des rumeurs du départ d’Hasdrubal, quelques peuples rejoignent spontanément les Romains.
Un nouveau général carthaginois arrive en Hispanie: il s'agit d'Himilcon. À son arrivée, il y rencontre Hasdrubal. Lors de l'entrevue, il lui donne de l'argent pour traverser la Gaule et pour également y recruter de nouveaux mercenaires, Hasdrubal quant à lui donne des conseils à Himilcon pour faire la guerre en Hispanie. Les deux généraux romains rassemblent leurs armées pour barrer le passage de l'Ebre à l'armée d'Hasdrubal. À l'automne 216, les deux Scipion battent l'armée d'Hasdrubal et nombre de peuples ibères qui n'avaient pas jusque-là rallié le camp romain, le font. À Rome, une grande joie éclate à la suite de cette victoire, mais aussi pour le fait qu'Hasdrubal ne passera pas en Italie.

#### Reprise de Sagonte par Rome
À l'été 214, ce que les Romains appelleront l'Hispanie ultérieure était presque retombée aux mains des Carthaginois, mais ceci ne se réussit pas totalement car Publius Cornelius Scipion passa avec son armée au sud de l’Ebre. Castulon, ville prospère passe aux mains des Romains. Les Carthaginois réagissent et ils veulent prendre Iliturgi, mais Cnaeus Scipion arrive avec une légion et intervient. C'est une victoire romaine où les Romains firent 12 000 morts, 1 000 prisonniers et prirent 36 étendards. Les Carthaginois se rabattent alors sur la cité de Bigerra mais c’est un nouvel échec.
À la fin de l'année 214, une nouvelle bataille a lieu à Munda. Les Romains sont en train de remporter la bataille quand l’un des généraux est blessé par un javelot, ce qui stoppe l’attaque. Les Carthaginois subissent 12 000 morts et 3 000 prisonniers, et 39 éléphants sont touchés, ainsi que 57 étendards sont pris. Les Carthaginois se replient sur Auringis. Magon comble rapidement les pertes grâce aux peuples espagnols (c’étaient surtout des Gaulois). Nouvelle bataille et nouvelle victoire romaine avec côté Carthaginois 8 000 morts, 1 000 prisonniers et 58 étendards pris à l’ennemi. De plus, on trouva beaucoup de colliers et bracelets en or sur les Gaulois et deux importants princes gaulois furent tués: Méniaceptus et Vismarus. Les Romains libèrent Sagonte et soumettent les Turdétans qui avaient provoqué le conflit entre Sagonte et Syracuse. Ils furent vendus comme esclaves et leur ville fut rasée.

#### Mort des deux frères Scipion en 212av. J.-C.
Au printemps 212, les Romains adoptent un nouveau dispositif de guerre. En effet, les frères Scipion ont durant l’hiver recruté près de 20 000 Celtibères. Les frères Scipion divisent alors leurs armées en deux pour éviter que les trois généraux carthaginois ne se retranchent dans les montagnes pour faire durer la guerre.
Entre-temps, Cnaeus Scipion apprend la désertion des Celtibères, et il décide de se replier car son armée est maintenant inférieure en nombre. Pour Publius Cornelius Scipion, la retraite s'impose également, car l'arrivée du jeune numide Massinissa, rend son armée également inférieure en nombre. Mais l'armée de Publius Cornelius Scipion est encerclée, et il est tué dans la bataille d'où l'armée romaine essaye de briser l'encerclement. Les Romains sont alors mis en déroute. L’armée carthaginoise se met alors à la poursuite de Cnaeus Scipion, et la bataille qui s'ensuit amène une nouvelle défaite romaine, et la mort de Cnaeus Scipion.
Un nouveau général pour l'armée d'Hispanie est alors nommé, il s'agit de Lucius Marcius. C'est un chevalier romain, ses premiers ordres sont de tirer des hommes des différentes garnisons. Après cela, il rejoint Tibérius Fontéius: lieutenant des Scipion (avant leurs morts). À son arrivée, ses premières directives furent de donner des consignes pour défendre le camp et stocker des provisions. Puis, Lucius Marcius fait un discours, où il reconnait que les Scipion ont perdu car ils avaient divisé l’armée en deux, et il propose donc d’attaquer les armées ennemies séparément.
Lucius Marcius entreprend la stratégie qu'il a établie lors du discours, et deux camps carthaginois sont pris. D’après Claudius Quadrigarius, analyste contemporain de Sulla, comme Valérius Antias, qui traduisait les Annales d’Acilius du grec au latin (il écrivit une histoire romaine depuis les origines (vers 140)), on massacra 37 000 Carthaginois, 1 830 prisonniers et un énorme butin dont un bouclier d’argent pesant 137 livres portant l’effigie d’Hasdrubal, fils d’Hamilcar. D’après Pison, 5 000 Carthaginois furent massacrés dans une autre embuscade, ayant eu lieu peu après.

#### Ouvrages
- (de) P. Barceló, Karthago und die lberische Halbinsel vor der Barkiden, Bonn, 1988.
- (es) Manuel Bendala Galán, Hijos del rayo : los Barca y el dominio cartaginés en Hispania, Trébede ediciones, 2015, 372 p. (ISBN 9788494064036).
- (es) E. Ferrer, La España cartaginesa. Claves historiográficas para la Historia de España, Séville, 1996.
- Yann Le Bohec, Histoire militaire des guerres puniques. 264-146 av. J.-C., Monaco, éd. du Rocher, 2003 (ISBN 2268021475). .

#### Articles
- (es) José María Blázquez Martínez, « Las relaciones entre Hispania y el Norte de Africa durante el gobierno bárquida y la conquista romana », Saitabí, vol. XI,‎ 1961, p. 21-43.
- (es) G. Chic García, « La actuación político-militar cartaginesa en la Península Ibérica entre los años 237 y 218 », Habis, nos 8-9,‎ 1977-1978, p. 233-242.
- (es) M. P. García Gelabert et José María Blázquez Martínez, « Los cartagineses en Turdetania y Oretania », Hispania Antiqua, no 20,‎ 1996, p. 7-21.
- (es) Enrique García Riaza, « La presencia cartaginesa en Hispania (237-206 a.C.): aspectos diplomático-militares », Mayurqua, no 24,‎ 1997-1998, p. 17-31.
- (es) Enrique Gozalbes Cravioto, « Un intercambio de tropas cartaginesas entre Hispania y África (año de 218 a. C.) », Hispania Antiqua, no 33,‎ 1999, p. 7-23.
- U. Kahrstedt, « Les Carthaginois en Espagne », Bulletin hispanique, t. 16, no 3,‎ 1914, p. 372-381 (ISSN 1775-3821, lire en ligne, consulté le 30 juillet 2024).

#### Chapitres
- (it) Alberto Barzanò, « Il confine romano-cartaginese in Spagna dal 348 al 218 a.C. », dans Il confine nel mundo classico, CISA, 1987, p. 144-178.
- (es) Manuel Bendala Galán, « Los cartagineses en España », dans Historia General de España y América, Madrid, Rialp, 1987, p. 138-144.
- (es) Manuel Bendala Galán, « Panorama arqueológico de la Hispania púnica a partir de la época bárquida », dans M. P. García-Bellido et L. Callegarin, Los cartagineses y la monetización del Mediterráneo Occidental, vol. XXII, Madrid, Anejos de Archivo Español de Arqueología, 2000, p. 75-88.
- (es) José María Blázquez Martínez, « Los Bárquidas en la Península Ibérica », dans Atti del II Congresso Internazionale di Studi Fenici e Punici, vol. 2, Rome, 1991, p. 27-50.
- (es) J. J. Ferrer, « Gastos de guerra y administración de bienes de dominio público en la gestión púnica en España », dans Gonzalo Matilla Séiquer, A. Egea et A. González, El mundo púnico: religión, antropología y cultura material. Actas II congreso internacional del mundo púnico, Cartagena, 6-9 de abril de 2000, Carthagène, Universidad de Murcia, 2004, p. 439-449.
- (es) Enrique Gozalbes Cravioto, « La administración local en la Hispania cartaginesa según las fuentes literarias », dans VI Congreso español de Estudios Clásicas, vol. 2, Madrid, 1983, p. 7-17.
- (es) José Luis López Castro, « Cartago y la Península Ibérica: ¿imperialismo o hegemonía? », dans V Jornadas de arqueología fenicio-púnica. La caida de Tiro y el auge de Cartago. Trabajos del Museo Arqueológico de Ibiza 25, Ibiza, 1991, p. 73-84.